# 아르준 메서

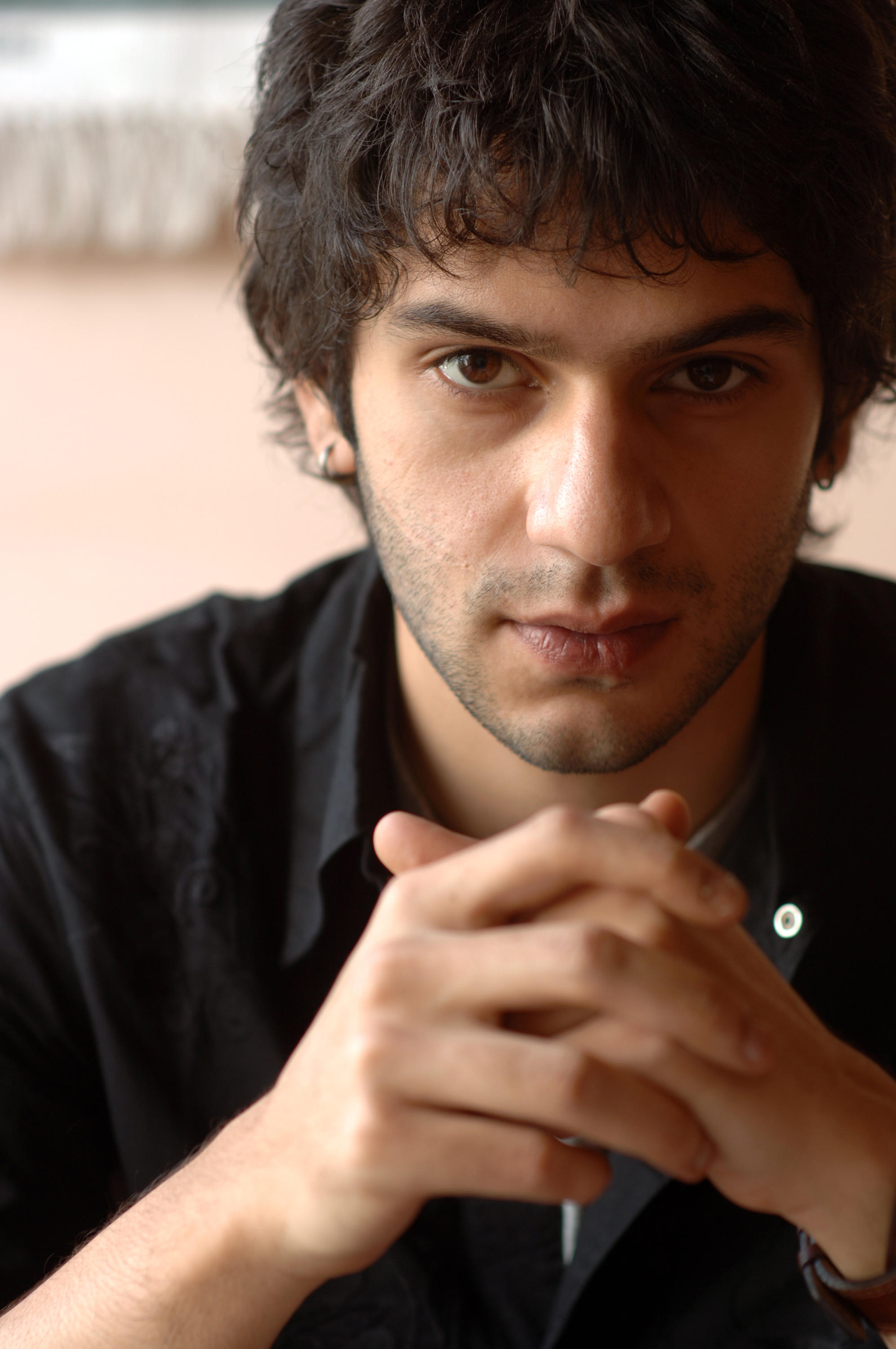

아르준 메서(Arjun Mathur, 1981년 10월 18일 ~ )는 인도의 배우이다.
런던에서 태어났다.

## 방송
- 인디안 썸머스 시즌2

## 영화
- 롱 리브 브리지 몬한 (2017년)
- 분노의 여신들  (2015년)
- 봄베이 무비 (2014년) - 본인 역
- 마이 프랜드 핀토 (2011년)
- 아이 엠 (2010년)
- 내 이름은 칸 (2010년)
- 트웰브 안나스 (2009년)
- 럭 바이 찬스 (2009년)
- 뭄바이 커팅 (2008년)
- 아웃소시드 (2006년)
- 룩 왓츠 해펀드 나우 (2004년) - 수미 역